# Yingluck Shinawatras regering
Yingluck Shinawatras regering var Thailands regering fra 2011 til 2014. Den blev ledet af Yingluck Shinawatra.

## "Yingluck I" regeringen
Fra 5. august 2011 til 18. januar 2012 var vicestatsminstrene
- Chalerm Yubamrung
- Kowit Wattana
- Kittiratt Na-Ranong
- Chumpol Silpa-archa

## "Yingluck II" regeringen
Fra d. 18. januar 2012 var vicestatsminstrene 
- Yongyuth Wichaidit (til d. 30. september 2012)
- Chalerm Yubamrung
- Yuthasak Sasiprapha
- Kittiratt Na-Ranong
- Chumpol Silpa-archa

## "Yingluck III" regeringen
Fra d. 27. oktober 2012 var vicestatsminstrene 
- Chalerm Yubamrung
- Kittiratt Na-Ranong
- Chumpol Silpa-archa
- Surapong Towijakchaikul
- Dr. Plodprasop Suraswadi
- Phongthep Thepkanjana

## "Yingluck IV" regeringen
Yinglucks 4. regering startede d. 30. juni 2013. Vicestatsministrene var 
- Kittiratt Na-Ranong
- Surapong Tovichakchaikul
- Dr. Plodprasop Suraswadi
- Phongthep Thepkanjana
- Niwatthamrong Boonsongpaisan
- Pracha Promnok

Regeringen ophørte d. 22. mai 2014.